# Benoît Pouliot
Benoît Pouliot, född 29 november 1986 i Alfred, Ontario, är en kanadensisk professionell ishockeyspelare som spelar för Edmonton Oilers i National Hockey League (NHL).
Pouliot valdes av Minnesota Wild som 4:e spelare totalt i 2005 års NHL-draft.

## Klubbar
- New York Rangers 2013–2014
- Tampa Bay Lightning 2012–2013
- Boston Bruins 2011–2012
- Montreal Canadiens 2009–2011
- Minnesota Wild 2007–2009
- Houston Aeros 2006–2009
- Sudbury Wolves 2004–2006
- Hawkesbury Hawks 2003–04
- Clarence Beavers 2002–03